# Siergiej Mielikow
Siergiej Alimowicz Mielikow, ros. Серге́й Али́мович Ме́ликов (ur. 12 września 1965 w Orzechowie-Zujewie) – rosyjski polityk i wojskowy, Głowa (prezydent) Republiki Dagestanu od 14 października 2021 (tymczasowo pełniący obowiązki Głowy (prezydenta) Republiki Dagestanu od 5 października 2020 do 14 października 2021), sekretarz dagestańskiego oddziału regionalnego partii "Jedna Rosja" od 9 czerwca 2021 roku.

## Życiorys

### Biografia
Siergiej Alimowicz Mielikow urodził się 12 września 1965 roku w mieście Oriechowo-Zujewo w obwodzie moskiewskim. Jego ojciec – Alim Nur-Magomiedowicz Mielikow (1932–2012) –pochodzi z Dagestanu i należał do grupy etnicznej Lezginów. Służył w Wojskach Wewnętrznych Ministerstwa Spraw Wewnętrznych ZSRR, m.in. odbył służbę w Ufie (Baszkortostan), gdzie obecnie imieniem pułkownika Mielikowa nazwano jedną z ulic miasta.

### Wykształcenie
W 1986 ukończył Saratowską Wyższą Wojskową Szkołę Dowodzenia Wojsk Wewnętrznych im. F.E. Dzierżyńskiego ze specjalnością dowódca plutonu wojsk zmotoryzowanych, nauczyciel podstawowego szkolenia wojskowego.
W 1994 ukończył studia na Wydziale Wojsk Pogranicznych i Wewnętrznych Akademii Wojskowej im. Frunze. Po ukończeniu szkolenia przeniesiony do Północnokaukaskiego Okręgu Wojsk Wewnętrznych Ministerstwa Spraw Wewnętrznych Rosji.
W 2011 ukończył Wojskowa Akademię Sztabu Generalnego Sił Zbrojnych Federacji Rosyjskiej.

### Służba wojskowa
W latach 1994–1996 brał udział w I wojnie czeczeńskiej.
W czerwcu 2002 został dowódcą Samodzielnej dywizji operacyjnej Wojsk Wewnętrznych Ministerstwa Spraw Wewnętrznych Rosji.

### Służba cywilna
12 maja 2014 został powołany na stanowisko pełnomocnika Prezydenta Federacji Rosyjskiej w Północnokaukaskim Okręgu Federalnym. Tego samego dnia został włączony do Rady Bezpieczeństwa Federacji Rosyjskiej.
28 lipca 2016 został zwolniony ze stanowiska pełnomocnika Prezydenta w Północnokaukaskim Okręgu Federalnym i mianowany pierwszym zastępcą dyrektora Federalnej Służby wojsk Gwardii Narodowej Federacji Rosyjskiej — głównodowodzącego wojskami Gwardii Narodowej Federacji Rosyjskiej. Dekretem Prezydenta z 12 sierpnia 2016 został wykluczony z grona członków Rady Bezpieczeństwa.
27 września 2019 roku gubernator Kraju Stawropolskiego Władimir Władimirow mianował Siergieja Mielikowa senatorem Rady Federacji od Kraju Stawropolskiego. 5 października 2020 mandat został przedwcześnie zakończone.
5 października 2020 dekretem Prezydenta Rosji mianowany tymczasowo pełniącym obowiązki głowy Republiki Dagestanu. 14 października 2021 został wybrany na głowę Republiki Dagestanu.